# حنصالية

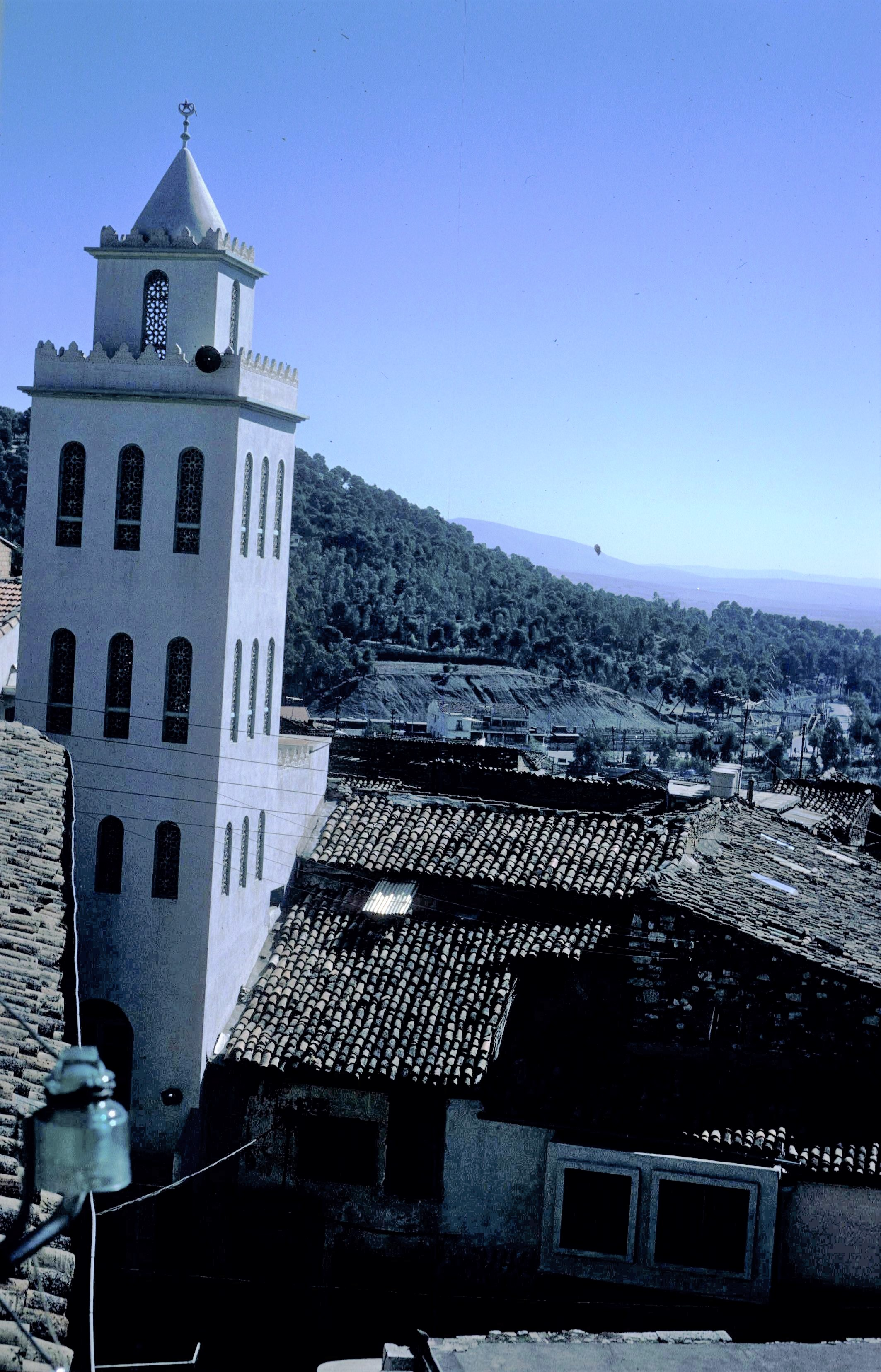
مئذنة الجزائر قسنطينة

الحنصالية هي طريقة صوفية مغربية منتشىرة في المغرب و مدينة قسنطينة.
والطريقة الحنصالية هي من فروع الطريقة الشاذلية.

## تاريخ الطريقة
أصلها يعود إلى الزاوية التي تأسست في أواخر القرن الثاني عشر على ضفاف واد أحنصال على يد شيخ من السوس الأقصى اسمه سعيد عمرو بن يوسف بن سعيد الكبير الأحنصالي وهو تلميد لأبو محمد صالح .
من بدايات متواضعة، اشتهرت هذه الزاوية في النصف الثاني من القرن السابع عشر، عندما أسس سليل المؤسس، أبو عثمان سعيد بن يوسف الحنصالي، المتوفى سنة 1702، زاوية جديدة في نفس المنطقة وأسس طريقة صىوفية. تابع أبو عثمان دراسات طويلة في المغرب وأمضى عدة سنوات في الشرق. حيث تتلمذ لدى الشيخ عيسى الجنيدي الدمياطي.
خلفه ابنه يوسف واكتسب نفوذًا سياسيًا ودينيًا مهما في منطقة وادي العبيد، خاصة بعد وفاة مولاي إسماعيل. عند وفاة يوسف، تراجعة نفود الطريقة في المغرب ولكنها أخذت قوة جديدة في منطقة قسنطينة الجزائرية. ومع ذلك، بقيت عدة زوايا من التنظيم في منطقة واويزغت، وفي وقت الاحتلال الفرنسي كانت تلعب دورًا سياسيًا ثانويًا تحت إشراف سيدي موحا أحمد الأحنصالي.

## انتشارها خارج المغرب

### قسنطينة
حملها إلى الجزائر سعدون الفرجيوي الذي كان قد تتلمذ على الشيخ يوسف الحنصالي في المغرب، وقد أصبح سعدون مقدما لشيخه، ثم خلفه في ذلك معمر الذي يوجد قبره في التلاغمة، ثم خلفه أحمد الزواوي الذي أكسب الطريقة الحنصالية شهرة، لأنه من عائلة مرابطية أولا ثم لموقفه من صالح باي ثانيا، إذ كان لا يخاف أرباب السلطة، وقد اشتهر الزواوي بالكرامات لدى العامة، ومنها تلك الرحلة الخيالية في البحر لكي يرى النصارى عند هجومهم على الجزائر (حملة أوريلي) سنة 1775، وكان ذلك كله في العهد العثماني.

## رجالها
اشتهرت الطريقة الحنصالية بالعديد من الرجال والشيوخ.

### أحمد الزواوي
الشيخ أحمد الزواوي وهو أحد شيوخ الطريقة الحنصالية الذي عاصر صالح باي وحارب إلى جنبه حملة الإسبان بقيادة الكونت أوريلي، لكن فيما بعد ساءت العلاقة بينهما فدخلا في صدام عسكري حيث إنهزم الشيخ أحمد الزواوي معركته ضد باي قسنطينة وبقي معتكف بأعلى جبل شيخ الزواوي حتى موته سنة 1786 وهو دفين الجبل غربي قسنطينة بمنطقة ابن زياد (الروفاك)
ثم أخذ عنه الطريقة بعض علماء قسنطينة من أمثال الشيخ أحمد المبارك الذي تولى التدريس والفتوى بهذه المدينة وترك بعض التآليف.

### بلقاسم بوحجر
وقد كان الشيخ بلقاسم بوحجر من أهمّ وأشهر مرابطي عمالة قسنطينة ينتمي إلى طريقة الحنصالية.
وكانت عائلة بوحجر تنتمي إلى الطَّريقة الحنصاليَّة التي هي من فروع الطَّريقة الشَّاذليَّة، المنتشرة في مقاطعة قسنطينة.

### عائلة المبارك
وقد كانت عائلة المبارك (المعروفة أيضا باسم عائلة العطار) من أتباع الطريقة حنصالية.

## التأثير الفني
لقد كان أهل المالوف يأتون إلي الزاوية الحنصالية ليأخذوا (الصنايع) أي العديد من الألحان التي فقدوها مع مرور الزمن وقلة التعليم، على خلاف الطرق الصوفية الأخرى التي يعتبر التعليم عندها ونقل الثقافة والاستمرارية، من الأمور ذات الأهمية القصوى.